# 꽃보다 남자 (2008년 영화)
꽃보다 남자(花より男子~ファイナル~, Boys Over Flowers: Final)는 일본에서 제작된 이시이 야스하루 감독의 2008년 멜로/로맨스 영화이다. 이노우에 마오 등이 주연으로 출연하였다.

## 출연

### 주연
- 이노우에 마오
- 마츠모토 준
- 오구리 슌
- 마츠다 쇼타
- 아베 츠요시

### 조연
- 니시하라 아키
- 니콜라스 돔브로브스키스

## 제작진
- 원조: 카미오 요코

## 같이 보기
- 꽃보다 남자 (일본의 드라마)